# Tatsuro Toyoda
Tatsuro Toyoda (豊田達郎, Toyoda Tatsurō, 1er juin 1929 - 30 décembre 2017) est le frère de Shoichiro Toyoda et le deuxième fils de Kiichiro Toyoda qui est le créateur Toyota Motor Corporation.

## Carrière
- Consul honoraire (Nagoya), Danemark (1991- )
- Directeur délégué, Institut d'études économiques internationales (1996- )
- Conseiller principal et membre du conseil d'administration, Toyota Central R&D Labs (2001- )
- Président de Toyota Technological Institute à Chicago (2002- )
- Directeur représentant du Genesis Research Institute, Inc. (2004- )
- Président du conseil d'administration de Toyota Technological Institute (juin 2011- )
- Président d'honneur, Fondation Toyota (juin 2011- )